# Llyn Cwm Ffynnon
Llyn Cwm Ffynnon är en sjö i Storbritannien.   Den ligger i kommunen Gwynedd och riksdelen Wales, i den södra delen av landet, 300 km nordväst om huvudstaden London. Llyn Cwmffynnon ligger 385 meter över havet.Trakten runt Llyn Cwmffynnon består i huvudsak av gräsmarker.